# یان کولر

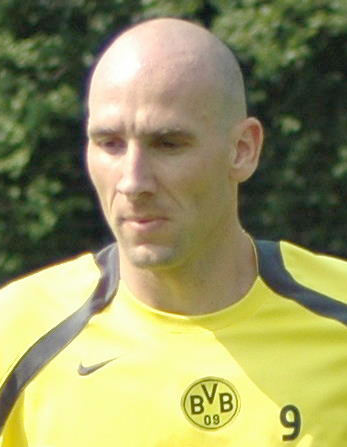
یان کولر در تیم بروسیا دورتموند - ۲۰۰۶ میلادی

یان کولر (به چکی: Jan Koller) (زادهٔ ۳۰ مارس ۱۹۷۳ در پراگ) بازیکن ملی‌پوش سابق فوتبال، اهل جمهوری چک می‌باشد. پارامترهای مؤثر فیزیکی او (قد ۲۰۲ سانتی‌متری و وزنی حدود ۱۰۷ کیلوگرم)، یک تهدید جدی در هر مسابقه برای تیم حریف به‌شمار می‌رفت و در ضربات سر توانایی بالایی نیز داشت. او یکی از بلندقامت‌ترین بازیکنان حرفه‌ای فوتبال بوده‌است.

## دوران باشگاهی
شروع فوتبال
کولر فوتبال را به خاطر قد بلند خود با دروازه‌بانی در باشگاه‌های جوانان آغاز کرد، اما در آن زمان به یک مهاجم تبدیل شد.
اسپارتا پراگ
او کار حرفه‌ای خود را در سال ۱۹۹۴ با تیم اسپارتا پراگ آغاز کرد و دو فصل در این تیم حضور داشت. وی همراه با این تیم یک قهرمانی در لیگ برتر جمهوری چک و یک قهرمانی در جام حذفی جمهوری چک را نیز تجربه کرد.
لوکرن و اندرلشت
او پس از اسپارتا پراگ، در سال ۱۹۹۶ به تیم بلژیکی لوکرن پیوست. پس از سه فصل موفق و کسب عنوان آقای گلی لیگ برتر بلژیک در فصل ۹۹–۱۹۹۸ با ۲۴ گل، به تیم مطرح بلژیکی اندرلشت پیوست و در این تیم کفش طلای بلژیک را کسب کرد. وی دو قهرمانی در لیگ برتر بلژیک و دو قهرمانی در سوپر جام بلژیک را بین سال‌های ۱۹۹۹ تا ۲۰۰۱ در این باشگاه نیز تجربه کرد.
کولر در اولین فصل حضور خود در اندرلشت با ۲۰ گل سومین گلزن برتر لیگ برتر بلژیک و در دومین و آخرین فصل حضور خود در این تیم، پس از هم‌تیمی خود که ۲۳ گل به ثمر رسانده بود، با ۲۲ گل دومین گلزن برتر لیگ برتر بلژیک شناخته شد.
بروسیا دورتموند
کولر پس از اندرلشت به تیم بروسیا دورتموند پیوست و حضور در بوندس‌لیگا را تجربه کرد. وی ۵ فصل در دورتموند حضور داشت. او در اولین فصل حضور خود در فوتبال آلمان، به همراه دورتموند به قهرمانی بوندس‌لیگا در فصل ۰۲–۲۰۰۱ رسید. وی که در حضور تیم دورتموند در فینال جام یوفا ۲۰۰۲ نقش مهمی داشت، با وجود گلزنی در دیدار پایانی نتواست مانع از باخت تیمش شود و در نهایت دورتموند با شکست دو بر سه مقابل فاینورد به مقام نایب قهرمانی این دوره از مسابقات جام یوفا نیز رسید. او در این مسابقات طی ۱۳ بازی ۶ گل به ثمر رساند.
در فصل ۰۳–۲۰۰۲ بوندس‌لیگا، در دیدار دورتموند مقابل بایرن مونیخ، ینس لمان دروازه‌بان دورتموند در نیمهٔ دوم با دریافت کارت زرد دوم از بازی اخراج شد و به دلیل استفادهٔ تیم دورتموند از هر سه تعویض خود، یان کولر در دقیقهٔ ۶۷ درون دروازهٔ این تیم ایستاد. وی عملکرد خوبی از خود به نمایش گذاشت و گلی دریافت نکرد و در تیم منتخب هفتهٔ مجلهٔ کیکر، به عنوان دروازه‌بان برتر هفته در بوندس‌لیگا انتخاب شد.
موناکو
او در سال ۲۰۰۶ به عضویت تیم موناکو در آمد و یک فصل و نیم در این تیم حضور داشت.
نورنبرگ
وی پس از موناکو، مجدداً راهی آلمان شد و در نیم فصل بوندس‌لیگا به تیم نورنبرگ پیوست. او در نیم فصل دوم ۰۸–۲۰۰۷ در نورنبرگ حضور داشت. نورنبرگ در این فصل به بوندس‌لیگا ۲ سقوط کرد و کولر از این تیم جدا شد.
کریلیا سووتوف سامارا
یان کولر در ۲۳ ژوئن ۲۰۰۸ با قراردادی به مبلغ ۱ میلیون یورو به تیم روسی کریلیا سووتوف سامارا پیوست.
کن
کولر در ۵ دسامبر ۲۰۰۹ با قراردادی ۱۸ ماهه به تیم دسته سومی و فرانسوی کن منتقل شد. او تا ژوئن ۲۰۱۱ در این تیم حضور داشت.
بازنشستگی
وی در ۱۷ اوت ۲۰۱۱ بازنشستگی خود را در سن ۳۸ سالگی از فوتبال حرفه‌ای اعلام کرد.

## تیم ملی جمهوری چک

### تیم ملی جوانان
کولر در سال ۱۹۹۵ به تیم ملی جوانان جمهوری چک (تیم ملی زیر ۲۱ سال جمهوری چک) دعوت شد. وی سه بازی برای این تیم به انجام رساند که (۱ برد و ۲ باخت) را همراه با تیم جوانان جمهوری چک تجربه کرد. او در اولین بازی خود برای تیم ملی جوانان جمهوری چک، اولین گل خود برای این تیم را در تاریخ ۵ سپتامبر ۱۹۹۵ و در مرحله مقدماتی جام ملت‌های جوانان اروپا ۱۹۹۶ مقابل نروژ به ثمر رساند که در این مسابقه، تیم جوانان جمهوری چک با نتیجهٔ ۱–۲ بازی را واگذار کرد. دومین بازی وی برای تیم جوانان جمهوری چک، در تاریخ ۱۴ نوامبر ۱۹۹۵ و مقابل تیم لوکزامبورگ در مرحله مقدماتی جام ملت‌های جوانان اروپا ۱۹۹۶ به انجام رسید که این بازی با برتری ۴ بر صفر جمهوری چک همراه بود. سومین و آخرین بازی وی برای تیم جوانان جمهوری چک در تاریخ ۲۳ ژانویه ۱۹۹۶ و در یک بازی دوستانه مقابل تیم جوانان پرتغال رقم خورد که با شکست یک بر صفر تیم جوانان جمهوری چک به پایان رسید.

### تیم ملی بزرگسالان
یان کولر اولین بازی ملی خود را در تاریخ ۹ فوریه ۱۹۹۹ را در بروکسل و در مقابل تیم ملی بلژیک به انجام رساند که در این بازی دوستانه موفق شد اولین گل ملی خود و تنها گل این بازی را در دقیقهٔ ۷۳ به ثمر برساند. وی به همراه تیم ملی جمهوری چک، مسابقاتی چون جام ملت‌های اروپا ۲۰۰۰، جام ملت‌های اروپا ۲۰۰۴، جام جهانی ۲۰۰۶ و جام ملت‌های اروپا ۲۰۰۸ را نیز تجربه کرد.
کولر زنندهٔ اولین گل تاریخ تیم ملی فوتبال جمهوری چک در مسابقات جام جهانی است. او در اولین دیدار تیم جمهوری چک در جام جهانی ۲۰۰۶ که اولین حضور جمهوری چک در مسابقات جام جهانی بود، در تاریخ ۱۲ ژوئن ۲۰۰۶ و در اولین دقایق بازی مقابل تیم ملی آمریکا موفق به گلزنی شد. وی در اواخر نیمهٔ اول این دیدار، با مصدومیت مواجه شد و از زمین بازی خارج شد و بازی‌های بعدی تیم ملی جمهوری چک در جام جهانی ۲۰۰۶ را از دست داد.
آخرین گل ملی او در تاریخ ۱۵ ژوئن ۲۰۰۸ و در مرحلهٔ گروهی مسابقات یورو ۲۰۰۸ مقابل تیم ملی ترکیه به ثمر رسید. آخرین بازی ملی وی در تاریخ ۵ سپتامبر ۲۰۰۹ و در مقابل تیم ملی اسلواکی در مرحلهٔ مقدماتی جام جهانی ۲۰۱۰ به انجام رسید.
در مدت طولانی که وی در نوک خط حملهٔ تیم ملی حضور داشت، با توجه به قد بلند وی و توانایی‌های او در ضربات سر، ارسال توپ‌های بلند، از تاکتیک‌های تیم ملی جمهوری چک بوده‌است. وی در اغلب زمان حضور خود در تیم ملی جمهوری چک، پیراهن شماره ۹ را به تن داشته‌است. او در تاریخ ۶ سپتامبر ۲۰۰۹ بازنشستگی خود را از بازی‌های ملی اعلام کرد.

### رکورد گلزنی تیم ملی جمهوری چک
کولر در ۹۱ بازی ملی که بین سال‌های ۱۹۹۹ تا ۲۰۰۹ برای تیم جمهوری چک انجام داده است، ۵۵ گل به ثمر رسانده است. او رکورددار بیشترین گلزنی در تاریخ تیم ملی فوتبال جمهوری چک می‌باشد. به‌طور متوسط او ۰.۶ گل در هر بازی ملی به ثمر رسانده است.

## زندگی شخصی
یان کولر ازدواج کرده‌است و دارای فرزند نیز می‌باشد.

## افتخارات

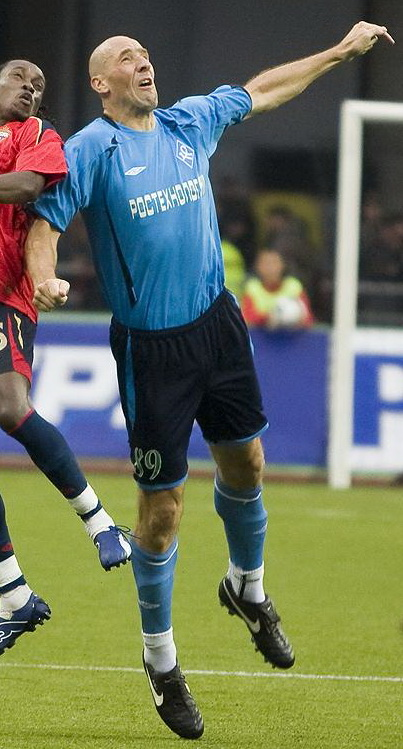
یان کولر در تیم کریلیا سووتوف سامارا - ۲۰۰۸ میلادی

### باشگاهی
اسپارتا پراگ
- لیگ برتر جمهوری چک: ۱

۹۵–۱۹۹۴
- جام حذفی جمهوری چک: ۱

۱۹۹۶
 اندرلشت
- لیگ برتر بلژیک: ۲

۲۰۰۰–۱۹۹۹، ۰۱–۲۰۰۰
- سوپر جام بلژیک: ۲

۲۰۰۰، ۲۰۰۱
 بروسیا دورتموند
- بوندس‌لیگا: ۱

۰۲–۲۰۰۱

### فردی
- آقای گل لیگ برتر بلژیک: ۱

۱۹۹۹
- بازیکن سال فوتبال جمهوری چک: ۱

۱۹۹۹
- کفش طلای بلژیک: ۱

۲۰۰۰

## آمار باشگاهی در مسابقات لیگ

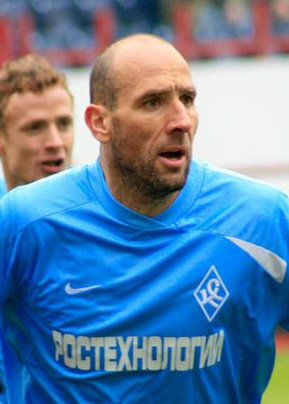
یان کولر در تیم کریلیا سووتوف سامارا - ۲۰۰۹ میلادی

| فصل       | باشگاه               | بازی‌ها | گل‌ها |
| --------- | -------------------- | ------ | ---- |
| ۹۵–۱۹۹۴   | اسپارتا پراگ         | ۶      | ۱    |
| ۹۶–۱۹۹۵   | اسپارتا پراگ         | ۲۳     | ۴    |
| ۹۷–۱۹۹۶   | لوکرن                | ۳۱     | ۸    |
| ۹۸–۱۹۹۷   | لوکرن                | ۳۳     | ۱۱   |
| ۹۹–۱۹۹۸   | لوکرن                | ۳۳     | ۲۴   |
| ۲۰۰۰–۱۹۹۹ | اندرلشت              | ۳۲     | ۲۰   |
| ۰۱–۲۰۰۰   | اندرلشت              | ۳۲     | ۲۲   |
| ۰۲–۲۰۰۱   | بروسیا دورتموند      | ۳۳     | ۱۱   |
| ۰۳–۲۰۰۲   | بروسیا دورتموند      | ۳۴     | ۱۳   |
| ۰۴–۲۰۰۳   | بروسیا دورتموند      | ۳۲     | ۱۶   |
| ۰۵–۲۰۰۴   | بروسیا دورتموند      | ۳۰     | ۱۵   |
| ۰۶–۲۰۰۵   | بروسیا دورتموند      | ۹      | ۴    |
| ۰۷–۲۰۰۶   | موناکو               | ۳۲     | ۸    |
| ۰۸–۲۰۰۷   | موناکو               | ۱۸     | ۴    |
| ۰۸–۲۰۰۷   | نورنبرگ              | ۱۴     | ۲    |
| ۲۰۰۸      | کریلیا سووتوف سامارا | ۱۸     | ۷    |
| ۲۰۰۹      | کریلیا سووتوف سامارا | ۲۸     | ۹    |
| ۱۰–۲۰۰۹   | کن                   | ۱۵     | ۴    |
| ۱۱–۲۰۱۰   | کن                   | ۲۹     | ۱۶   |
| مجموع     | مجموع                | ۴۸۲    | ۱۹۹  |

## آمار بازی‌ها و گل‌های ملی
| تیم ملی جمهوری چک | تیم ملی جمهوری چک | تیم ملی جمهوری چک |
| سال               | تعداد بازی        | گل‌ها              |
| ----------------- | ----------------- | ----------------- |
| ۱۹۹۹              | ۱۰                | ۹                 |
| ۲۰۰۰              | ۱۱                | ۶                 |
| ۲۰۰۱              | ۷                 | ۰                 |
| ۲۰۰۲              | ۹                 | ۵                 |
| ۲۰۰۳              | ۹                 | ۷                 |
| ۲۰۰۴              | ۱۴                | ۶                 |
| ۲۰۰۵              | ۶                 | ۷                 |
| ۲۰۰۶              | ۸                 | ۷                 |
| ۲۰۰۷              | ۹                 | ۴                 |
| ۲۰۰۸              | ۷                 | ۴                 |
| ۲۰۰۹              | ۱                 | ۰                 |
| مجموع             | ۹۱                | ۵۵                |

| تیم ملی جوانان جمهوری چک | تیم ملی جوانان جمهوری چک | تیم ملی جوانان جمهوری چک |
| سال                      | تعداد بازی               | گل‌ها                     |
| ------------------------ | ------------------------ | ------------------------ |
| ۱۹۹۵                     | ۲                        | ۱                        |
| ۱۹۹۶                     | ۱                        | ۰                        |
| مجموع                    | ۳                        | ۱                        |

## گل‌های ملی
تیم ملی بزرگسالان جمهوری چک
| #    | تاریخ           | محل برگزاری | حریف                | گل   | نتیجه | مسابقات                |
| ۱۹۹۹ | ۱۹۹۹            | ۱۹۹۹        | ۱۹۹۹                | ۱۹۹۹ | ۱۹۹۹  | ۱۹۹۹                   |
| ---- | --------------- | ----------- | ------------------- | ---- | ----- | ---------------------- |
| ۱.   | ۹ فوریه ۱۹۹۹    | بروکسل      | بلژیک               | ۱–۰  | ۱–۰   | دوستانه                |
| ۲.   | ۵ ژوئن ۱۹۹۹     | تالین       | استونی              | ۲–۰  | ۲–۰   | مقدماتی یورو ۲۰۰۰      |
| ۳.   | ۹ ژوئن ۱۹۹۹     | پراگ        | اسکاتلند            | ۳–۲  | ۳–۲   | مقدماتی یورو ۲۰۰۰      |
| ۴.   | ۱۸ آگوست ۱۹۹۹   | درنوویچه    | سوئیس               | ۱–۰  | ۳–۰   | دوستانه                |
| ۵.   | ۴ سپتامبر ۱۹۹۹  | ویلنیوس     | لیتوانی             | ۳–۰  | ۴–۰   | مقدماتی یورو ۲۰۰۰      |
| ۶.   | ۴ سپتامبر ۱۹۹۹  | ویلنیوس     | لیتوانی             | ۴–۰  | ۴–۰   | مقدماتی یورو ۲۰۰۰      |
| ۷.   | ۸ سپتامبر ۱۹۹۹  | تپلیتسه     | بوسنی و هرزگوین     | ۱–۰  | ۳–۰   | مقدماتی یورو ۲۰۰۰      |
| ۸.   | ۹ اکتبر ۱۹۹۹    | پراگ        | جزایر فارو          | ۱–۰  | ۳–۰   | مقدماتی یورو ۲۰۰۰      |
| ۹.   | ۱۳ نوامبر ۱۹۹۹  | آیندهوون    | هلند                | ۱–۱  | ۱–۱   | دوستانه                |
| ۲۰۰۰ |                 |             |                     |      |       |                        |
| ۱۰.  | ۲۳ فوریه ۲۰۰۰   | دوبلین      | جمهوری ایرلند       | ۱–۰  | ۲–۳   | دوستانه                |
| ۱۱.  | ۲۳ فوریه ۲۰۰۰   | دوبلین      | جمهوری ایرلند       | ۲–۱  | ۲–۳   | دوستانه                |
| ۱۲.  | ۲۹ مارس ۲۰۰۰    | تپلیتسه     | استرالیا            | ۲–۰  | ۳–۱   | دوستانه                |
| ۱۳.  | ۲۶ آوریل ۲۰۰۰   | پراگ        | اسرائیل             | ۲–۰  | ۴–۱   | دوستانه                |
| ۱۴.  | ۷ اکتبر ۲۰۰۰    | تپلیتسه     | ایسلند              | ۱–۰  | ۴–۰   | مقدماتی جام جهانی ۲۰۰۲ |
| ۱۵.  | ۷ اکتبر ۲۰۰۰    | تپلیتسه     | ایسلند              | ۲–۰  | ۴–۰   | مقدماتی جام جهانی ۲۰۰۲ |
| ۲۰۰۲ |                 |             |                     |      |       |                        |
| ۱۶.  | ۱۲ فوریه ۲۰۰۲   | لارناکا     | مجارستان            | ۲–۰  | ۲–۰   | دوستانه                |
| ۱۷.  | ۱۳ فوریه ۲۰۰۲   | نیکوزیا     | قبرس                | ۲–۲  | ۴–۳   | دوستانه                |
| ۱۸.  | ۱۳ فوریه ۲۰۰۲   | نیکوزیا     | قبرس                | ۳–۲  | ۴–۳   | دوستانه                |
| ۱۹.  | ۲۱ آگوست ۲۰۰۲   | اولوموتس    | اسلواکی             | ۱–۱  | ۴–۱   | دوستانه                |
| ۲۰.  | ۲۱ آگوست ۲۰۰۲   | اولوموتس    | اسلواکی             | ۲–۱  | ۴–۱   | دوستانه                |
| ۲۰۰۳ |                 |             |                     |      |       |                        |
| ۲۱.  | ۲۹ مارس ۲۰۰۳    | روتردام     | هلند                | ۱–۱  | ۱–۱   | مقدماتی یورو ۲۰۰۴      |
| ۲۲.  | ۲ آوریل ۲۰۰۳    | پراگ        | اتریش               | ۲–۰  | ۴–۰   | مقدماتی یورو ۲۰۰۴      |
| ۲۳.  | ۲ آوریل ۲۰۰۳    | پراگ        | اتریش               | ۳–۰  | ۴–۰   | مقدماتی یورو ۲۰۰۴      |
| ۲۴.  | ۳۰ آوریل ۲۰۰۳   | تپلیتسه     | ترکیه               | ۲–۰  | ۴–۰   | دوستانه                |
| ۲۵.  | ۱۱ ژوئن ۲۰۰۳    | اولوموتس    | آندورا              | ۲–۰  | ۵–۰   | مقدماتی یورو ۲۰۰۴      |
| ۲۶.  | ۱۰ سپتامبر ۲۰۰۳ | پراگ        | هلند                | ۱–۰  | ۳–۱   | مقدماتی یورو ۲۰۰۴      |
| ۲۷.  | ۱۱ اکتبر ۲۰۰۳   | وین         | اتریش               | ۳–۲  | ۳–۲   | مقدماتی یورو ۲۰۰۴      |
| ۲۰۰۴ |                 |             |                     |      |       |                        |
| ۲۸.  | ۱۹ ژوئن ۲۰۰۴    | آویرو       | هلند                | ۱–۲  | ۳–۲   | یورو ۲۰۰۴              |
| ۲۹.  | ۲۷ ژوئن ۲۰۰۴    | پورتو       | دانمارک             | ۱–۰  | ۳–۰   | یورو ۲۰۰۴              |
| ۳۰.  | ۹ اکتبر ۲۰۰۴    | پراگ        | رومانی              | ۱–۰  | ۱–۰   | مقدماتی جام جهانی ۲۰۰۶ |
| ۳۱.  | ۱۳ اکتبر ۲۰۰۴   | ایروان      | ارمنستان            | ۱–۰  | ۳–۰   | مقدماتی جام جهانی ۲۰۰۶ |
| ۳۲.  | ۱۳ اکتبر ۲۰۰۴   | ایروان      | ارمنستان            | ۳–۰  | ۳–۰   | مقدماتی جام جهانی ۲۰۰۶ |
| ۳۳.  | ۱۷ نوامبر ۲۰۰۴  | اسکوپیه     | مقدونیه شمالی       | ۲–۰  | ۲–۰   | مقدماتی جام جهانی ۲۰۰۶ |
| ۲۰۰۵ |                 |             |                     |      |       |                        |
| ۳۴.  | ۹ فوریه ۲۰۰۵    | چلیه        | اسلوونی             | ۱–۰  | ۳–۰   | دوستانه                |
| ۳۵.  | ۴ ژوئن ۲۰۰۵     | لیبرتس      | آندورا              | ۲–۰  | ۸–۱   | مقدماتی جام جهانی ۲۰۰۶ |
| ۳۶.  | ۸ ژوئن ۲۰۰۵     | تپلیتسه     | مقدونیه شمالی       | ۱–۱  | ۶–۱   | مقدماتی جام جهانی ۲۰۰۶ |
| ۳۷.  | ۸ ژوئن ۲۰۰۵     | تپلیتسه     | مقدونیه شمالی       | ۲–۱  | ۶–۱   | مقدماتی جام جهانی ۲۰۰۶ |
| ۳۸.  | ۸ ژوئن ۲۰۰۵     | تپلیتسه     | مقدونیه شمالی       | ۳–۱  | ۶–۱   | مقدماتی جام جهانی ۲۰۰۶ |
| ۳۹.  | ۸ ژوئن ۲۰۰۵     | تپلیتسه     | مقدونیه شمالی       | ۴–۱  | ۶–۱   | مقدماتی جام جهانی ۲۰۰۶ |
| ۴۰.  | ۱۷ آگوست ۲۰۰۵   | گوتنبورگ    | سوئد                | ۱–۱  | ۱–۲   | دوستانه                |
| ۲۰۰۶ |                 |             |                     |      |       |                        |
| ۴۱.  | ۳ ژوئن ۲۰۰۶     | تپلیتسه     | ترینیداد و توباگو   | ۱–۰  | ۳–۰   | دوستانه                |
| ۴۲.  | ۳ ژوئن ۲۰۰۶     | تپلیتسه     | ترینیداد و توباگو   | ۳–۰  | ۳–۰   | دوستانه                |
| ۴۳.  | ۱۲ ژوئن ۲۰۰۶    | گلزنکیرشن   | ایالات متحده آمریکا | ۱–۰  | ۳–۰   | جام جهانی ۲۰۰۶         |
| ۴۴.  | ۸ سپتامبر ۲۰۰۶  | براتیسلاوا  | اسلواکی             | ۳–۰  | ۳–۰   | مقدماتی یورو ۲۰۰۸      |
| ۴۵.  | ۷ اکتبر ۲۰۰۶    | لیبرتس      | سان مارینو          | ۴–۰  | ۷–۰   | مقدماتی یورو ۲۰۰۸      |
| ۴۶.  | ۷ اکتبر ۲۰۰۶    | لیبرتس      | سان مارینو          | ۶–۰  | ۷–۰   | مقدماتی یورو ۲۰۰۸      |
| ۴۷.  | ۱۱ اکتبر ۲۰۰۶   | دوبلین      | جمهوری ایرلند       | ۱–۱  | ۱–۱   | مقدماتی یورو ۲۰۰۸      |
| ۲۰۰۷ |                 |             |                     |      |       |                        |
| ۴۸.  | ۷ فوریه ۲۰۰۷    | بروکسل      | بلژیک               | ۱–۰  | ۲–۰   | دوستانه                |
| ۴۹.  | ۲۲ آگوست ۲۰۰۷   | وین         | اتریش               | ۱–۰  | ۱–۱   | دوستانه                |
| ۵۰.  | ۸ سپتامبر ۲۰۰۷  | سرواله      | سان مارینو          | ۳–۰  | ۳–۰   | مقدماتی یورو ۲۰۰۸      |
| ۵۱.  | ۲۱ نوامبر ۲۰۰۷  | نیکوزیا     | قبرس                | ۲–۰  | ۲–۰   | مقدماتی یورو ۲۰۰۸      |
| ۲۰۰۸ |                 |             |                     |      |       |                        |
| ۵۲.  | ۲۶ مارس ۲۰۰۸    | هرنینگ      | دانمارک             | ۱–۱  | ۱–۱   | مقدماتی یورو ۲۰۰۸      |
| ۵۳.  | ۲۷ مه ۲۰۰۸      | پراگ        | لیتوانی             | ۱–۰  | ۲–۰   | دوستانه                |
| ۵۴.  | ۲۷ مه ۲۰۰۸      | پراگ        | لیتوانی             | ۲–۰  | ۲–۰   | دوستانه                |
| ۵۵.  | ۱۵ ژوئن ۲۰۰۸    | ژنو         | ترکیه               | ۱–۰  | ۲–۳   | یورو ۲۰۰۸              |

تیم ملی جوانان جمهوری چک
| #  | تاریخ          | محل برگزاری | حریف | گل  | نتیجه | مسابقات                                  |
| -- | -------------- | ----------- | ---- | --- | ----- | ---------------------------------------- |
| ۱. | ۵ سپتامبر ۱۹۹۵ | جمهوری چک   | نروژ | ۱–۰ | ۱–۲   | مقدماتی جام ملت‌های زیر ۲۱ سال اروپا ۱۹۹۶ |